# Pentaclethra
Pentaclethra es un género de plantas con flores perteneciente a la familia Fabaceae. Subfamilia Mimosoideae. Algunas especies son originarias de los bosques húmedos de Centroamérica como Pentaclethra macroloba, también se encuentran en Brasil y en África tropical.(C.Michael Hogan. 2008) El género fue descrito por George Bentham y publicado en Journal of Botany, being a second series of the Botanical Miscellany 2(11): 127-128 en el año 1840. La especie tipo es Pentaclethra filamentosa Benth.

## Aceto de  Pentaclethra
El aceite presenta muchas similitudes con aceite de cacahuete, sin embargo, el aceite de Pracaxi contiene la mayor concentración conocida de ácido behénico (19%), que es 6 veces mayor que el aceite de cacahuete. El ácido behénico muy presente en el aceite Pracaxi es ampliamente utilizado para la producción industrial de maquillaje cosmético y el cabello debido a sus excelentes propiedades humectantes.
El aceite Pracaxi tiene un color amarillo claro, líquido a temperatura ambiente y después de un tiempo el depósito, libera gran cantidad de grasa sólido blanco.
El aceite Pracaxi es bueno para la producción de jabón suave y la sustancia grasa se puede utilizar en la preparación de vela.
El aceite Pracaxi tiene propiedades insecticidas que actúa como un buen combate del mosquito Aedes aegypti, que es el vector de la fiebre amarilla y dengue.

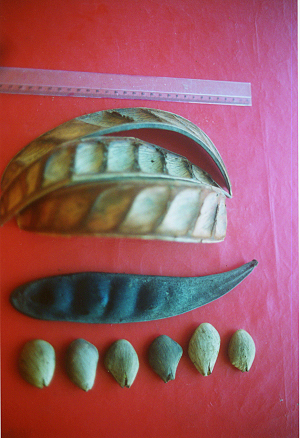
Semente de Pracaxi

Los datos físicos y químicos del aceite Pracaxi
| Características                     | Unidades     | presentación   |         |
| ----------------------------------- | ------------ | -------------- | ------- |
| Apariencia (25 °C)                  | ---          | Net            |         |
| Color                               | ---          | translúcido    |         |
| Olor                                | ---          | Característico |         |
| Índice de acidez                    | mgKOH/g      | <20.0          |         |
| Índice de Peróxido                  | 10 meq O2/kg | <10.0          |         |
| Índice de yodo                      |              | gI2/100g       | 66 – 72 |
| Índice de saponificación            | mgKOH/g      | 175 - 188      |         |
| Densidad                            | 25 °C g/ml   | 0,9173         |         |
| Índice de refracción (40 °C)        | ---          |                |         |
| Materia insaponificable (bioactivo) | %            |                |         |
| Punto de fusión                     | °C           | 18,5           |         |

## Especies
- Pentaclethra africana Benth. ex Taub.	Nat. Pflanzenfam. 3(3): 125	1892
- Pentaclethra brevipila 	Benth.	J. Bot. (Hooker) 2(11): 128	1840
- Pentaclethra eetveldeana De Wild. & T.Durand	Bull. Herb. Boissier, sér. 2, 1: 20	1900
- Pentaclethra filamentosa 	Benth.	J. Bot. (Hooker) 2(11): 127-128	1840
- Pentaclethra filiciformis Bureau & A.Chev.	Veg. Ut. Afr. Trop. Franc. 9: 193	1917
- Pentaclethra gigantea 	A. Chev.	Explor. Bot. Afrique Occ. Franc. 1: 237	1920
- Pentaclethra griffoniana Baill.	Adansonia 6: 206	1866
- Pentaclethra lecomteana Pierre
- Pentaclethra macroloba 	(Willd.) Kuntze	Revis. Gen. Pl. 1: 201	1891
- Pentaclethra macrophylla 	Benth.	J. Bot. (Hooker) 4(30): 330	1841